# کاکتوس دنده‌دار
کاکتوس دندنه‌دار (نام علمی: Geohintonia) نام یک سرده از زیرخانواده کاکتوس‌واریان است.